# Cappella di San Lucio
La cappella di San Lucio è un edificio religioso situato a San Vittore, nel canton Grigioni, in Svizzera.

## Storia
Considerata uno tra gli edifici storici più significativi del Moesano, questa cappella è la costruzione più antica tuttora esistente in Mesolcina; si trova affacciata sull'odierna strada cantonale, al di sotto della Torre Palas, insieme alla quale forma il bene culturale svizzero d'importanza nazionale denominato "Cappella di San Lucio e dintorni".
La cappella è costituita da due corpi ben distinti l'uno dall'altro: il più antico, risalente ai tempi di Carlo Magno, tra la fine dell'VIII l'inizio del IX secolo, a pianta circolare, mentre il più recente, a pianta quadrangolare, risale probabilmente al XIV secolo.
L'edificio fu restaurato negli anni 1980-90 portando alla luce gli affreschi posti accanto alla porta d'ingresso.

## Architettura
L'antico corpo cilindrico, costruito in pietra con intonacatura esterna ancora ben conservata, sorge su una roccia visibile anche all'interno del corpo più recente ed è sormontato da un tetto conico in piode con un piccolo campanile a vela dotato di campana risalente agli inizi del XIII secolo. Il diametro interno della rotonda è di 3,10 m, il che fa intuire che l'uso originale dell'edificio non fosse quello di ospitare funzioni religiose con presenza di fedeli; questa ipotesi è rafforzata dal fatto che non esistono tracce relative alla presenza di un altare o di un fonte battesimale. 
All'interno si trovano quattro nicchie ricavate nel muro perimetrale e profonde circa un metro. Le pareti interne erano decorate con pitture di cui oggi sono visibili solo alcune tracce.
L'edificio più recente, quadrangolare, risale probabilmente al XIV secolo ed è edificato sul luogo dove con molta probabilità sorgeva la primitiva chiesa parrocchiale di San Vittore.